# Ž

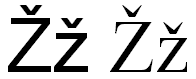
Ž in hoofd- en kleine letters.

Het grafeem Ž, ž (Latijnse Z met haček), wordt in verschillende contexten gebruikt, meestal ter aanduiding van de stemhebbende postalveolaire fricatief. De klank is hetzelfde als de g in het woord giraffe. In het Internationaal Fonetisch Alfabet wordt deze klank aangeduid met [/ʒ/], maar de onderkast ž wordt gebruikt in de Americanistische fonetische notatie en in het Oeraals fonetisch alfabet. De ž wordt verder gebruikt als het geromaniseerde equivalent van de Cyrillische letter ж volgende de ISO-standaard ISO 9 en wetenschappelijke transliteratie.
Voor het gebruik in computersystemen staan Ž en  ž respectievelijk op Unicode codepunten U+017D en U+017E. Op Windowscomputers kan de letter ook getypt worden met de respectievelijke toetsencombinaties Alt+0142 en Alt+0158.
Behalve in het Estisch en Turkmeense alfabet is de Ž de laatste letter van het alfabet van de taal waarin deze gebruikt wordt.

## Oorsprong
Het symbool stamt af van het 15e-eeuwse Tsjechische alfabet zoals dit was geïntroduceerd door de hervormingen van Jan Hus. Het wordt ook gebruikt in de nauw verwante Slovaakse alfabet. 
Vanuit het Tsjechisch werd de letter in 1830 door Ljudevit Gaj in het Kroatische alfabet overgenomen, en later in het Slovaakse alfabet, het Sloveense alfabet en het Bosnische alfabet. Daarnaast komt hij ook voor in de spelling van de Baltische talen, sommige Oeraalse talen en andere talen.

## Gebruik

### Slavische talen
De Ž is de 42e letter van het Tsjechische alfabet, de 46e letter van het Slovaakse alfabet, de 25e letter van het Sloveense alfabet, en de 30e letter van het Kroatische en het Bosnische alfabet. Daarnaast wordt hij ook in het Sorbisch gebruikt.
Verder wordt de Ž gebruikt als de geromaniseerde vervanger van de Cyrillische letter ж in het Servisch (8e plaats in het alfabet), in het Macedonisch (8e plaats), soms in het Russisch, Oekraïens en het Łacinka (Wit-Russisch), en nog minder vaak in het Bulgaars.
In de meeste talen waarin de letter wordt gebruikt staat hij voor de stemhebbende postalveolaire fricatief [/ʒ/], behalve in de Russische transliteratie van de Ж. Daar wordt de letter uitgesproken als stemhebbende retroflexe fricatief [/ʐ/].

### Baltische talen
Ž is de 32e letter van het Litouwse alfabet en de 33e letter van het Letse alfabet.

### Oeraalse talen
Ž is de 20e letter van het Estische alfabet (waarin deze wordt gebruikt in leenwoorden) en de 29e letter van het Noord-Samische alfabet. Af en toe komt de letter ook voor van het Fins, bij bijvoorbeeld de leenwoorden džonkki en maharadža. Daar heeft de letter geen aparte plaats in het alfabet, maar wordt hij gezien als een variant van de Z.
In het Fins en het Estisch mag de Ž door zh vervangen worden als het technisch niet mogelijk is een haček op de Z te zetten.

### Overige talen
- De Ž is de 13e letter van het Turkmeense en het Lazische alfabet.
- De Ž is de 27e en laatste letter van het Songhaise alfabet.
- De Ž wordt gebruikt in het Pasjtoe-alfabet als het geromaniseerde equivalent van ژ.
- De Ž wordt gebruikt in de standaard spelling van het Lakota.